# Vincent Black Lightning
La Vincent Black Lightning è una motocicletta prodotta dalla casa motociclistica britannica Vincent dal 1948 al 1952.
Al momento del suo debutto, era considerata la moto omologata ad uso stradale più veloce dell'epoca.
Era mossa da un bicilindrico con architettura OHV V-twin da 998 cm³, angolo tra i cilindri di 50 gradi, con cambio in blocco e raffreddamento ad aria.
Prodotta in circa 33 esemplari, nel 2018 uno di questi fu battuta all'asta per circa 929 mila dollari, risultando essere al momento della vendita tra le moto più costose al mondo.